# 柔愛娜·侯斯
柔愛娜·侯斯（英語：Yoanna House，1980年4月9日—）美國模特兒，她是《全美超級模特兒新秀大賽第二季》的冠軍。

## 個人生平
柔愛娜在佛羅里達州的傑克遜維爾出生。她的父親是醫生，且在傑克遜維爾工作，她的母親在她父親的辦公室工作。柔愛娜有一個哥哥瑪莉奧和一個比她年輕的妹妹亞歷士。她是一名虔誠的天主教徒。柔愛娜在多種族環境長大，她的父親是加拿大人，她的母親是墨西哥人。
她從小開始就十分希望將來能成為模特兒，而且她小時候很愛看時裝雜誌。她說當她同年紀的人在拍拖的時候，她卻在擔心她的芭比娃娃該穿什麼。柔愛娜的祖母灌輸了塑造事業的想法給她。 柔愛娜：「我們永遠是最親密的一對...我們會一起看電視...一起看時裝雜誌...一起去購物中心。她教導我女裝高級時裝是重要的，很多我的欣賞是來自我祖母的。」
柔愛娜亦稱姬·摩絲是她的偶像。

## 全超全美超級模特兒新秀大賽
柔愛娜為了參加《全美超級模特兒新秀大賽》，不惜減了60磅，由10碼身材減至2碼身材。比賽期間，柔愛娜精緻的古典美樣貌獲得不少評判喜愛。比賽期間她常常和參賽者金美·麥當勞發生衝突。評判初期不喜歡柔愛娜的走秀，但最後她的努力成功打動評判。雖然柔愛娜擁有古典美樣貌，但比賽期間她也受到不少人批評她的身材不適中。但最後她也在D'square的時裝秀擊敗亞軍梅絲黛·蘇巴索迪，成為冠軍。

## 個人事業
柔愛娜勝出《全美超級模特兒新秀大賽》後，和美國頂尖的模特兒公司IMG簽約，而且為Jane Magazine、Sephora、Aqua Drops、Careline Cosmetics、Cheny Lenyx、Sue Wong、Custo Barcelona、John Salakis、Petro Zillia、Lords、Ya-Ya, Hanna Anderson、Sanctuary、Luxory Living Magazine、Hieke Jarick、Cesar De La Perra、Naquada和Movement Magazine任模特兒。她最著名的工作是選民登記廣告和Psychology Today magazine的封面。2006年柔愛娜被點名為The face of the new The CW  （页面存档备份，存于），她將出現在廣告和網頁廣告裡介紹The CW網路各種各樣的媒介。

## 外部連結
- 柔愛娜的MySpace （页面存档备份，存于）
- 柔愛娜在IMG網頁上的資料 （页面存档备份，存于）
- 柔愛娜在1st Option網頁上的資料

| 前任： 雅芝·加里 | 全美超模新秀冠軍 第二季 | 繼任： 伊娃·佩霍 |